# Université de Nice – Sophia Antipolis
Université de Nice – Sophia Antipolis – francuski uniwersytet mający swoją siedzibę mieście Nicea. Obecnie na uczelni studiuje ponad 26 000 studentów wszystkich wydziałów oraz kierunków wspartych ponad 1440-osobową kadrą naukową.

## Historia

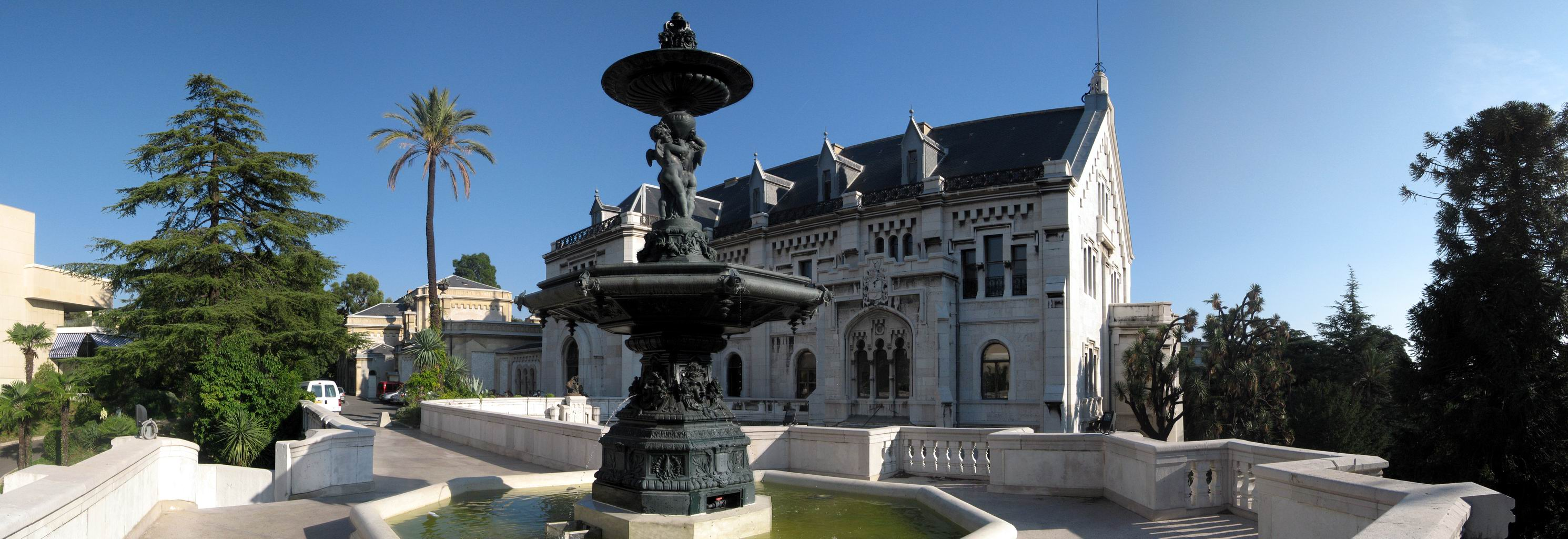
„Wielkie Château” – siedziba kampusu Varlose

Uniwersytet został oficjalnie otwarty 23 października 1965 roku. Jednakże tradycje uniwersyteckie w Nicei są datowane na 1635 rok kiedy to książę sabaudzki utworzył w mieście wyższą szkołę prawa. Utworzony w 1965 roku uniwersytet był jednak pierwszą wiele wydziałową uczelnią w mieście posiadając m.in. wydział literatury, prawa, nauk społecznych oraz przyrodniczych.
w 1989 roku uczelnia do swojej nazwy dołączyła nazwę Sophia-Antipolis, celem tego było pokazanie współpracy pomiędzy uniwersytetem a technopolią, jaką jest Sophia Antipoli.

## Kampusy

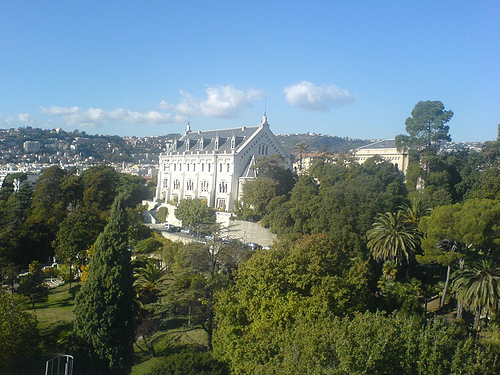
Chateau Varlose – siedziba władz uczelni

Uniwersytet dzieli się na trzy główne kampusy, którymi są:
- Campus Varlose – Nauki Ścisłe
- Campus Tortabas – Prawo, Ekonomia, Zarządzanie
- Campus Carlone – Literatura, Sztuka, Nauki Humanistyczne

## Wydziały
Na uczelni nicejskiej znajdują się następujące wydziały oraz departamenty:
- Wydział Prawa, Politologii, Ekonomii i Zarządzania
- Wydział Literatury, Sztuki, Nauk Społecznych
- Wydział Medycyny
- Wydział Dentystyki
- Wydział Nauk Ścisłych
- AWF
- Instytut Administracji
- Wydział Inżynierii
- Wydział Technologii oraz Informatyki